# Горни П'яль
Горни П'яль (словац. Horný Pial) — село, громада округу Левіце, Нітранський край. Кадастрова площа громади — 6.35 км².
Населення 260 осіб (станом на 31 грудня 2018 року).

## Історія
Горни П'яль згадується 1251 року.

## Населення
| Рік:            | 1994. | 2004.   | 2014.   | 2024.   |
| --------------- | ----- | ------- | ------- | ------- |
| Кількість осіб: | 307   | 298     | 277     | 287     |
| Різниця:        |       | -2,93 % | -7,04 % | +3,61 % |

| Рік:            | 2023. | 2024.   |
| --------------- | ----- | ------- |
| Кількість осіб: | 279   | 287     |
| Різниця:        |       | +2,86 % |